# Nicolò Martinenghi
Nicolò Martinenghi (ur. 1 sierpnia 1999 w Varese) – włoski pływak specjalizujący się w stylu klasycznym, mistrz olimpijski (2024), dwukrotny mistrz świata i trzykrotny mistrz Europy na długim basenie.

## Kariera
W lipcu 2017 roku na mistrzostwach świata w Budapeszcie zarówno na dystansie 50 jak i 100 m stylem klasycznym był dziewiąty, uzyskawszy odpowiednio czasy 27,01 i 59,41.
Kilka miesięcy później podczas mistrzostw Europy na krótkim basenie w Kopenhadze płynął w wyścigu eliminacyjnym sztafet 4 × 50 m stylem zmiennym i zdobył srebrny medal, kiedy Włosi w finale zajęli drugie miejsce. W konkurencji 100 m stylem klasycznym uplasował się na siódmej pozycji i czasem 57,27 ustanowił rekord świata juniorów.
Na mistrzostwach świata w Gwangju w 2019 roku na dystansie 50 m stylem klasycznym zajął 14. miejsce ex aequo z Chorwatem Nikolą Obrovacem. Obaj zawodnicy uzyskali czas 27,31. W eliminacjach 100 m stylem klasycznym zajął 14. miejsce (59,58) i zakwalifikował się do półfinału, w którym został zdyskwalifikowany.
W maju 2021 roku na mistrzostwach Europy w Budapeszcie zdobył trzy brązowe medale, indywidualnie w konkurencji 50 m stylem klasycznym, gdzie uzyskał czas 26,68 oraz w męskiej i mieszanej sztafecie 4 × 100 m stylem zmiennym. Na dystansie 100 m stylem klasycznym był piąty z czasem 58,94.
Trzy miesiące później podczas igrzysk olimpijskich w Tokio w półfinale 100 m stylem klasycznym ustanowił nowy rekord swojego kraju (58,28), a w finale tej konkurencji zdobył brązowy medal, uzyskawszy czas 58,33. W męskiej sztafecie 4 × 100 m stylem zmiennym wraz z Thomasem Cecconem, Federico Burdisso i Alessandro Miressim wywalczył brąz. Martinenghi płynął też w sztafecie mieszanej 4 × 100 m stylem zmiennym, która zajęła czwarte miejsce.
Na mistrzostwach świata w Budapeszcie w 2022 roku z czasem 58,26 zwyciężył na dystansie 100 m stylem klasycznym. 
W 2024 roku podczas igrzysk olimpijskich w Paryżu zdobył złoty medal w konkurencji 100 m stylem klasycznym, uzyskując czas 59,03.